# 이누야마구치역
이누야마구치역(일본어: 犬山口駅)은 일본 아이치현 이누야마시에 위치한 나고야 철도 이누야마 선의 철도역이다. 역 번호는 IY 14이며, 상대식 승강장 2면 2선의 구조를 갖춘 지상역이다.

## 타는 곳
| 1 | ■ 이누야마 선 | 하행 | 이누야마 · 신카니 · 신우누마 · 기후 방면                              |
| 2 | ■ 이누야마 선 | 상행 | 고난 · 이와쿠라 · 나고야 · 주부코쿠사이쿠코 · 지하철 쓰루마이 선 방면 |

## 이용 현황
- 2013년 기준 : 1,391명

## 역 주변
- 무라타 기계 이누야마 사업소

## 인접 역
| 나고야 철도 이누야마선                | 나고야 철도 이누야마선 | 나고야 철도 이누야마선       |
| ------------------------------------- | ---------------------- | ---------------------------- |
| IY 13 고쓰요스이 비와지마 분기점 방면 | ■ 이누야마선           | 이누야마 IY 15 신우누마 방면 |